# ゴジラ×メガギラス G消滅作戦
『ゴジラ×メガギラス G消滅作戦』（ゴジラたいメガギラス ジーしょうめつさくせん）は、2000年12月16日に公開された日本映画で、ゴジラシリーズの第24作である。カラー、シネマスコープ、ドルビーデジタル。略称は『×メガギラス』。監督は手塚昌明、主演は田中美里。
キャッチコピーは「地球最大の死闘（）」。
観客動員は135万人。

## 概要
ゴジラミレニアムシリーズの第2作。シリアスなドラマ性よりも、空想科学映画としての娯楽性が重視されている。また、ヒロインがゴジラと直接戦う戦士として描かれているのが特徴であり、シリーズで初めて人間がゴジラの背中に乗る姿が描かれる。
本作品に登場するゴジラは、1954年公開のシリーズ第1作『ゴジラ』に登場した初代個体がオキシジェン・デストロイヤーによって倒されず、引き続いて登場しているという設定である。そのため、1954年の東京襲撃シーンは本作品のゴジラスーツを用いてシリーズ第1作を再現している。本作品でのゴジラは、巨大なエネルギーを操る人類を許さず、あらゆる攻撃に耐えながら、メガギラスと闘う姿に焦点が当てられている。敵怪獣のメガギラスは、『空の大怪獣 ラドン』（1956年）に登場したメガヌロンを原典としている。
主要襲撃地点は東京（渋谷、お台場）。本作品の世界観は、ゴジラの襲撃によって大阪が首都になり、原子力発電が放棄されたパラレルワールドである。
作品の評価は高かったが、興行的には振るわなかったことからシリーズの存続も危ぶまれ、すでに企画が進行していた次作『ゴジラ・モスラ・キングギドラ 大怪獣総攻撃』の内容や興行形態に影響をおよぼすこととなった。

## ストーリー
1954年、ゴジラによる初の東京襲撃から2か月後、日本の首都が大阪に遷都した。1966年、東海村に上陸したゴジラにより国産初の東海村原子力発電所が破壊され、日本政府は原発の放射能を狙うゴジラの攻撃目標になるとして原子力発電の永久放棄を決定した。その後、日本政府は増加する電力需要に対処すべく、水力・火力・太陽光・風力に注力したが、原子力発電を代替するには至らなかった。そこで1996年、原子力発電の代替を目標として、科学技術庁中心の元、ゴジラに破壊されないプラズマエネルギーの研究開発を行う「クリーンエネルギーファクトリー」が大阪中之島に建設されるが、同年ゴジラが大阪を襲撃。陸上自衛隊の対ゴジラ特殊部隊の迎撃も空しく、クリーンエネルギーファクトリーはゴジラに破壊されてしまった。壊滅した対ゴジラ特殊部隊の一員で、奥村知治と共に生き残った辻森桐子は、ゴジラ迎撃作戦で隊長の宮川卓也を亡くしており、復讐としてもゴジラ打倒に生命を懸けていた。
2001年、桐子は防衛庁の対ゴジラ対策機関・特別G対策本部（特G対）が擁する対ゴジラ戦闘部隊「Gグラスパー」の隊長となっていた。桐子と奥村は、秋葉原でマイクロマシンの天才・工藤元を特G対にスカウトする。特G対に所属する物理学者であり、工藤の恩師でもあった吉沢佳乃により、プラズマエネルギーを利用した究極の対ゴジラ兵器として開発されたブラックホール砲「ディメンション・タイド」の試験機による試射実験が山梨県の廃校を目標にして行われる。試射は無事成功するが、それによって時空の亀裂が発生し、そこから太古の巨大昆虫メガニューラが現れ、実験場付近の山林に卵を産み落としていく。偶然その様子を目撃した小学生の早坂淳は、産み落とされた卵を持ち帰るが、その不気味さに恐怖を感じ、引っ越し先の東京・渋谷で下水道へとその卵を捨てた。
小笠原近海でメガニューラの死骸を調査していた桐子の眼前にゴジラが現れ、背びれにしがみついた桐子はゴジラに信号弾を打ち込むことに成功する。一方、ディメンション・タイドは、工藤の手によって人工衛星に搭載可能なサイズにまで小型化され、衛星軌道上に打ち上げられる。Gグラスパーは、奇岩島にゴジラを誘導しディメンション・タイドで葬り去る「G消滅作戦」を立案し、作戦決行に移した。
しかし、淳が捨てた卵から孵化したメガニューラの幼虫・メガヌロンが人間を襲い、渋谷の地下水脈を崩壊させて渋谷一帯を水没させてしまう。繁殖した無数のメガヌロンは羽化してメガニューラとなると、ゴジラの体内の高エネルギーを狙って大群でG消滅作戦が行われている最中の奇岩島に飛来、Gグラスパーと航空自衛隊によって誘導されていたゴジラに襲いかかる。あまりの数の多さに阻まれたことでディメンション・タイドの照準が定まらなくなってしまうが、ゴジラの熱線によってメガニューラの数が減少したことで照準が可能となり、ディメンション・タイドはゴジラに向け発射された。しかし、放たれたディメンション・タイドはメガニューラの大半を消滅させたものの、微調整が終了していなかったことによってゴジラに命中せず、G消滅作戦は失敗に終わる。一方、生き残ったメガニューラは水没した渋谷に舞い戻ると、湖底で眠る巨大なメガヌロンに命を引き換えとして吸収したゴジラの高エネルギーを注ぎ込む。そのエネルギーによって巨大メガヌロンは羽化し、メガギラスへと成長。メガギラスは周囲を破壊すると、その姿を消した。
その後、ゴジラはお台場に上陸するが、その前にメガギラスが飛来。特G対はディメンション・タイドにより両者の消滅を図るが、メガギラスの超高周波によりディメンション・タイドの制御システムが破壊されてしまう。メガギラスを倒して東京中心部に向けて進行するゴジラに対して、ディメンション・タイドの必死の復旧作業が続き、大気圏へと落下する中で再起動し、ゴジラに向けてその一撃が放たれる。ゴジラも熱線を放って対抗するが、巨大なエネルギーによる爆発ののち、跡には巨大なクレーターが残されていた。
数日後、東京の地下にゴジラと見られる震源が発生し、桐子は秋葉原へ戻った工藤のもとを訪れ、再び協力を要請する。淳は、巨大な揺れの後に咆哮を耳にする。

## 登場怪獣
ゴジラ

メガギラス

メガヌロン

メガニューラ

## 登場人物
辻森 桐子（）
本作品の主人公。Gグラスパーの隊長。階級は3佐。28歳。
5年前は陸上自衛隊の対G特殊部隊に所属しており、大阪でのゴジラとの戦いで上官の宮川を殺され、その遺志を受け継いで、残された認識票を肌身離さず所持している。ゴジラ打倒に闘志を燃やして勇猛果敢に挑み、男顔負けの活躍を見せる。その反面、子ども相手には優しく接する一面も持つ。
- 監督の手塚昌明は、制作当時は世紀末で暗い世相であったことから、ゴジラに対して闘志を燃やす桐子を描くことで観客に前向きな希望を与えることを意図している。また、製作の富山省吾は、桐子がメガギラスには目もくれずゴジラのみを睨み続けることでストーリーがぶれないようにしていると語っている。一方で、脚本を担当した柏原寛司は、桐子は主役であるため正統派の人物にせざるを得ず、あまりいじれなかったといい、桐子のキャラクターを立たせるために工藤やGグラスパーのメンバーを癖のある人物にしたと述べている。
- 演じる田中美里は、演技の参考に映画『戦火の勇気』や『G.I.ジェーン』などを鑑賞したが、一番参考になったのは連続テレビ小説『あぐり』でも共演していた吉沢佳乃役の星由里子の芝居であったと述べている。
- 手塚は、演じる田中に子供と話すシーン以外では笑顔を見せないことを要望し、厳しい人物であることを表現している。ディメンション・タイドの実験シーンでのみ吉沢が笑って頷いたのに対し桐子も笑って頷き返しており、手塚はNGにすることも考えたが、吉沢は母親的な役割であることからそのまま用いることとした。田中は、表情に気をつけていたといい、特に目を意識していたと述べている。一方、自衛官時代の桐子では、目の力のなさを強調しており、移動中のジープで震えていたり、喋るときも田中の地声であるなど、隊長時代との差を明確にしている。桐子役の田中は、Gグラスパーの隊長として、喜怒哀楽は任務の邪魔になることからなるべく出さないようにしているが、淳との会話シーンでは、監督の手塚から「普段の田中の表情で接してください」と指導され、唯一柔らかな部分を出すことができた印象に残る場面であったという。
- 桐子を演じる田中は、バズーカ砲は重いもののほかに軽いのも用意されたが、バズーカ砲を持って走るシーンなどでは、軽い方でやることを聞かれたが、初めて扱うもののため、ホンモノにできるだけ近くないと雰囲気が出ないことから重いものを選び、家に持ち帰って犬を相手に練習したといい、撮影当初は走ると重くて斜めになってしまったが、終盤になるとまっすぐ走れていたという。

工藤 元（）
マイクロマシンの天才エンジニア。28歳。
軟派な性格で軽い態度が目立つが、メカニックに対しての熱意と愛情は誰にも負けないほど強い。秋葉原でジャンクショップの店員であったが、大学院時代に吉沢物理学研究室で学んでいたことから特G対への協力を要請される。最初は断るも、ディメンション・タイドの開発計画に感銘を受け参加を決意する。
特G対に協力していく中で、徐々に桐子に気がある素振りを見せ、自ら開発した超小型発信機付きの信号弾やミニSGSを提供したり、自らのポータブルコンピューターのオリジナルの基本OSに搭載した修復用プログラムのキャラクターに「キリコちゃん」と名付けたりしている。渋谷の水中探査活動支援に出向いた際に、出現したメガギラスの攻撃で負傷して右腕を骨折してしまうが、渋谷へのゴジラ攻撃の際には桐子と連携してディメンション・タイドを発射し、作戦を成功させる。
- 手塚は、工藤の人物像のモデルとしてアルベルト・アインシュタインと小松左京を挙げている。一方、柏原はもっと詐欺師のような人物にしたかったと述べている。
- 演じる谷原章介は、子供の気持ちを忘れない少年のような役と理解し、自身の幼少期に近所にいた面白い蕎麦屋のような子供の視点に立って喋れる人をイメージしたという。手塚からは、大げさな表現を要望されたといい、テンションの高さをキープするのが大変であったが、それも楽しんでいたと述べている。

新倉 誠（）
Gグラスパーの広報官。元防衛庁で、階級は准尉。32歳。
特G対の窓口として外部との接触を取り仕切る。仲間内では人当たりが良く、報道陣にも国民を案じた催促を投げかけるなど基本的には良心的な人物である。

美馬 和男（）
Gグラスパーのオペレーター。階級は1曹。30歳。
元海上自衛隊の潜水艦ソナー担当で、情報収集のプロ。ディメンション・タイドの発射管制も担当する。無精髭と乱れた髪形が印象的。
工藤に対しては余り快く思っていなかったのか、中盤までやや素っ気なく接するが、渋谷へのディメンション・タイド発射時には発射を志願する工藤に後事を託し、作戦成功後には共に喜び合うほど打ち解けている。

早坂 淳（）
小学生の少年。10歳。大の虫好きで、桐子から「昆虫博士」と呼ばれる。
山梨県白州からの引越し前に偶然ディメンション・タイドの実験を目撃し、後に時空の歪みから出現したメガヌロンの卵を拾い持ち帰るが、その不気味さに恐怖を感じ、引越し先の下水道に捨てたことで渋谷水没のきっかけを作ってしまう。そのことを隠さずに桐子に打ち明けたり、引越し前に目撃した実験を秘密にすると約束するなど、根は素直な少年である。
本編のラストで、転校先の小学校の理科室で再び出現したゴジラを目撃する場面で映画は幕を閉じる。
- 柏原は、淳の父親が登場しない理由について、早坂家が物語の中心ではないので出す意味はなかったといい、母子だけの方が描きやすかったと述べている。

細野 精一（）
Gグラスパーのパイロット。階級は1尉（1等空尉）。27歳。
元航空自衛隊所属で、グリフォンを操縦し、最前線に立つ。他の隊員ほど口数は多くないが、グリフォンの操縦テクニックに優れ、ゴジラの熱線を全て回避させている。

奥村 知治（）
Gグラスパーのクルー。階級は3尉。25歳。
桐子と同じ対G特殊部隊出身者の生き残り。桐子の理解者であり、対ゴジラ作戦時だけでなく工藤のスカウトの際にも同行するなど、補佐的な隊員である。少々荒っぽい口調が特徴。

宮川 卓也（）
対ゴジラ特殊部隊隊長で、かつての桐子らの上官。1996年当時40歳。
5年前のゴジラとの戦いの直前、緊張する部下たちを激励した。その後戦場へ赴き部下たちと共にゴジラを攻撃するが、その進行を止められずゴジラが破壊したクリーンファクトリーのがれきから自身の命令を無視した桐子をかばい、自身がその下敷きとなって殉職する。

山口 剛（）
特別G対策本部・S2所属の生物学者。40歳。
ゴジラの研究が主だが、回収された巨大トンボをメガニューラと断定し、それに加えメガヌロン、メガギラスに関する生態を解説する。

早坂 薫（）
淳の母親。山梨から東京への引越しに満足気な様子。ゴジラ東京上陸前の避難時には、連絡が取れなくなった夫に対する不満を漏らしながら淳と共に避難している。

杉浦 基彦（）
特G対本部長。50歳。
5年前には、プラズマエネルギーを利用したクリーン発電の開発を指揮していた。表向きは特G対の面々を信頼し、外部の人間にも腰を低くしているが、本性は利己的で傲慢。裏では浜田総理（本作品における総理大臣）からの指示で日本の国益と自身の地位と名誉のために、国立科学技術研究所でプラズマエネルギー開発研究を密かに続行させている。G消滅作戦が失敗しそうになると躍起になって取り乱し、秘密が露見した挙句の果てにはGグラスパーを「役立たず」呼ばわりしたため桐子に殴り飛ばされる。
チェスが趣味のようで、自室やメインルームの自身の机の上にチェス盤とコマを置いている。
- 手塚は、杉浦は自身の立場で国のためを思っていたので悪事を働いていたわけではないとしつつ、観客に悪いやつだと認識されれば大成功だと述べている。
- 脚本では、総理との電話の際に杉浦がペンを折るという描写があり、そのための小道具も用意していたが、手塚は実際にペンを折ることは難しいと考え、演じる伊武雅刀がチェスを行っていると思慮深さを表現できると提案し、その駒を飛ばすという描写になった。

吉沢 佳乃（）
特G対科学班第一研究室責任者の物理学者。工藤の大学時代の恩師でもある。58歳。
5年前は大阪のクリーンエネルギーファクトリーでプラズマエネルギーの開発に携わっていたがゴジラ襲撃で多くの同僚を失い、ゴジラによる被害者をこれ以上出さないためとディメンション・タイド開発に全力を注ぐ。 口論の場面で熱くなりやすい桐子を制止するなど穏やかな人柄である。
- 演じる星由里子は、監督の手塚からの要望により起用された。星は、自身が過去に出演したゴジラシリーズでは志村喬などの錚々たる俳優が科学者役を務めていたため、大出世であったと述べている。
- 柏原は、5年前のゴジラ襲撃の際に怪我をし、服の下に傷があると想定している。また、杉浦に対しては自由に研究をやらせてもらえながらも胡散臭さを感じているといい、柏原は杉浦と総理大臣との電話を吉沢が見てしまうという展開も考えていたが、人物関係が複雑になりすぎるため割愛された。

## 登場兵器・メカニック

### 架空
ディメンション・タイド
特別G対策本部が重水素を原料にプラズマ・エネルギーの原理を応用して研究開発した対ゴジラ兵器であるマイクロブラックホール生成機。物理学者・吉沢佳乃が設計した。超マイクロ加速器で光線が当たった地点に小型の人工ブラックホールを生成し、大気圏外からゴジラを攻撃、その完全消滅をはかる。起動からブラックホール弾発射まで5分を要し、使用後1時間の冷却を要するため連続使用はできない。ただし、一撃の威力は半端でなく、発射された東京・渋谷と奇岩島では、直径100メートル範囲の地表や建物が吸収、完全消滅する。
廃校となった山梨県の白州町立白州小学校校舎での試作された10メートル大の実験機によるテスト試射後、マイクロマシンの若き天才、工藤元によって障害物の無い空から発射するために人工衛星への搭載を検討して2メートル大の縮小に成功、種子島宇宙センターから人工衛星に搭載され衛星軌道上に射出された。ディメンション・タイドという名は「次元の潮流」という意味で、工藤によって命名されている。工藤は頭文字の「DT」を本体表面に書き込んでいる。
- デザインは西川伸司が担当。ただし、西川自身は基本ラインは出したがデザイン自体は本編美術が行っており、実験機の上部に自身のデザインが取り入れられたものとしている。製作中のシーンでは1/1サイズの造形物が作られた。宇宙空間のシーンは合成のため特撮班が撮影したが、1/1の実物大は本編班が作り、実際にはこれくらいの大きさであるという現実感を出し、観客にその片鱗を分かってもらおうと思ったという。人工衛星のミニチュアは、グリーンバックで撮影し背景をCGで合成している。
- 1回目の実験シーンでは、モブのセリフで実験をペンタゴンが承認した旨が語られている。これについて監督の手塚昌明は、アメリカが核兵器と同等の実験を行うことに反対であったと想定しており、セリフだけで表現しきれない要素を入れることで世界観に深みを出すことを意図していた。

グリフォン
Gグラスパー所属の高速飛行戦闘機。空想上の飛翔生物からとって、その名が命名された。Y字型の機体で、垂直尾翼がない代わりに機体前方に水平尾翼のかわりになるものが付いており、かなり飛行安定性は優れている。また、垂直離着陸が可能なため、滑走路を必要としない。機敏な動きや空中停止、瞬間的な音速への加速を行うことができる。現場でのゴジラ捜索に備えて、SGSや小型ボート（船外エンジン付きゴムボート）も搭載している。
形式番号は「GX-810」からで、もともとは防衛庁にて「FX（＝次期戦闘機）」の試作機として開発されていたが、1996年、首都・大阪へのゴジラ襲来で発足したばかりのGグラスパーに開発途上であった光子砲を搭載することを条件に1997年に実戦機として採用されている。だが、高額な製造コストのために、現在まで一機しか配備されていない。劇中で登場する機体は4機目の「GX-813」。
制作
デザインは西川伸司。脚本での前後左右を自在に飛行するという記述に基づき、直進性を感じさせる実在の戦闘機のような流線型を避け現実離れしたフォルムとしつつ、マーキングやパネルラインなどでリアリティを出している。当初は手塚の要望によりステルス戦闘機をモチーフとしていたが、西川は怪獣相手にステルス性能が必要か疑問に感じたという。準備稿では尾翼があった。実在するステルス戦闘機に似たデザインのものや、ホバリングしてスライド移動が可能な機能を想定した高速飛行より多用途性を重視したデザインも描かれた。カラーリングをデジタルで施した決定デザインには鈴木健二がコクピットに乗っている。特異な機体形状のため、三面図も描かれている。
造型はアルファ企画が担当。ミニチュアは、電飾やノズルの可動ギミックを備えたメインモデルのほか、バルサ製の爆破用モデルも作られた。
特撮班の撮影ではCGを用いずミニチュアの操演ですべて行っているが、撮影した映像をデジタル加工して角度や大きさなどを変えている。飛び方は、実際の飛行機を参考にはせず、どのような方向へも自在に動けるとすることで、グリフォン自体のキャラクター付けを行っている。
コクピットのセットは加工した木材を組んだもので、F-15を模した配置となっており、手塚の要望によりリアリティのある機能性を重視した狭さとなっている。内装部品には、本物の飛行機部品や過去の作品で使用した東宝の電飾パーツなどを用いている。撮影では、必要に応じて分解して用いている。桐子役の田中は、細かい部分まで作られていて格好良かったが、撮影でドアを閉めると中が蒸し風呂状態になってしまい、暑さに耐えるのが辛かったと述懐している。
上空のグリフォンから、ロープで洋上のボートに乗り移るシーンでは、専用のスタントマンとヘリコプターが使用された。

SGS（Searching Godzilla System）
特G対が開発した偵察機で、ゴジラ自動追尾ロボット。「S1 (Search)」に用いられる。信号弾の電波や、ゴジラの音や熱を感知し、人工衛星を通じて、特G対にそのデータと映像を送信する。日本周辺海域で、常時ゴジラ警戒をしている48機以外にも、グリフォンにも搭載されている。
工藤元は赤外線付きのカメラと3CCDを装備した遠隔操作で航行する小型SGSも2機開発し、水没した渋谷湖底の探査に使用する。
- 仮稿では、海棲物のようなもの、ポラリスのようなもの、シャトル型のものも用意されている。

Gグラスパー専用車
Gグラスパーの情報収集用車両。Gグラスパー仕様に既存の乗用車を改造しているが、詳しい装備品やスペックなどは不明。
- ベース車両はホンダ・HR-V。
- 移動時には専用車両で特製の移動台に乗せられた状態で牽引された。

零式無反動砲 ロケットヒートMT124B
陸上自衛隊特殊部隊が1人1基装備する強力なロケット砲。ケースに分解されて入っており、後述のロケット弾を装備する。
- 形式番号は、監督の手塚昌明のイニシャルと誕生日に由来する。

B-10弾（ホウ素弾）
5年前のゴジラ大阪襲撃の際に出動した対ゴジラ特殊部隊が、ゴジラ攻撃に使用した特殊ロケット弾。弾薬箱には「84mmB-10零式」と記されている。ロケットヒートMT124Bに装填して使用され、多くの弾数をゴジラに命中させたが、効果は全くなかった。
- 手塚は、映画『ゴジラ』（1984年版）に登場したカドミウム弾と同様の核分裂抑止剤であると想定している。名称の「B」はホウ素の元素記号を意味する。

ドラゴンアロー
航空自衛隊のF-15J戦闘機に装備された架空の航空魚雷。「G消滅作戦」の支援で参加したF-15J編隊が、奇岩島への誘導のため、周辺の海中を航行するゴジラに向けて発射する。

### 実在
自衛隊
- F-15J戦闘機[43][注釈 10]
- 73式中型トラック
- 業務トラック
- 1/4tトラック
- 三菱・ジープ（J55）
- 64式7.62mm小銃
- 特殊多目的ボート

特G対
- AS350B エキュレイユ[注釈 11]
- 89式5.56mm小銃
- グロック17自動拳銃

その他
- H-IIロケット

## 設定
特別G対策本部
略称・「特G対」。

Gグラスパー
英語表記はG-GRASPER。

対ゴジラ特殊部隊
5年前のゴジラ大阪襲撃時に出動した、陸上自衛隊のゴジラ専門チーム。隊長の宮川を筆頭に、辻森班・武居班・大石班の3班に分かれてゴジラに戦いを挑んだが返り討ちに遭い、桐子と奥村以外の隊員は殉職する。
- 手塚は、5年前の戦いはデータ収集を目的とした捨て石作戦であったと想定しており、隊員らはB-10弾でゴジラを倒せるものと考えていたが全滅もやむを得ないものであったと述べている。他の部隊も展開していたが、桐子の主観を強調するためあえてそれらは描写していない。13人という隊員数も縁起の悪い数として設定している。

プラズマ・エネルギー
1966年のゴジラによる東海発電所破壊以降に永久放棄された原子力発電の代替と、増加する電力需要に対処するために、1996年に科学技術庁が中心となり、大阪に建設された後述するクリーンエネルギーファクトリーで研究開発された重水素を原料とするクリーンエネルギー。このエネルギーによるプラズマ発電は人々の期待を担った。
ゴジラを引き寄せないことを念頭に研究開発されたがそれは叶わず、ゴジラはこのエネルギーに誘引されて大阪に出現し、クリーンエネルギーファクトリーを破壊した。これを受けて日本政府は本エネルギーの研究開発を停止させるが、実際には浜田総理の指示により、杉浦によって密かに渋谷の国立科学技術研究所で2001年時点でも研究開発が続行されていた。しかしこれが、再度のゴジラ東京襲撃の原因となる。
なお、日本政府は1966年からクリーンエネルギーファクトリーが開業する1996年までのの30年間に水力・火力・太陽光（ソーラー）・風力などの発電にも注力したが、原子力発電を補うまでには至らなかった。

架空の建造物
大阪国会議事堂
大阪城公園内に建てられている国会議事堂。1954年のゴジラの東京襲来に伴い、大阪に遷都している。それ以後「大阪府→大阪都」「東京都→東京府」になっている。建物の外観は、実在する国会議事堂と同じ。
大阪プラズマ発電研究所（クリーンエネルギーファクトリー）
1996年、原子力発電を代替するプラズマエネルギーの開発研究を行う目的で大阪に建設された施設。しかし設立直後、大阪に襲来したゴジラによって破壊される。
- 外観は、2000年4月に開業したグランキューブ大阪で撮影された。

お台場空中庭園ビル
FCGビルに隣接して建っている。ゴジラとメガギラスの戦いで破壊されてしまう。
- 特美助手の三池敏夫によれば、当初は別のビルを壊す予定で1ヶ月かけてミニチュアのプランを立てていたが、急遽空中庭園ビルを作ることになり、特殊美術の高橋勲がその日の内に図面を引き、1週間で制作したという。絵コンテは当初のものと変わっておらず、丸い部分を直しただけと述べている。空撮シーンでは、ミニチュアとは別に制作されたフルCGモデルが用いられた。VFXスーパーバイザーの大屋哲男は、当初はミニチュアを合成する予定であったが、ミニチュアが大きすぎたため俯瞰には向かなかったと証言している。撮影の江口憲一は、動きのある空撮への合成が時間的に間に合うかどうか半信半疑で撮影していたが、映画祭で上映された際に歓声が上がり苦労した甲斐があったと述懐している。

パレットタウン空中展望台
パレットタウンの手前に建っている。
- 上空シーンからは、先述の空中庭園ビルと共にCGで合成されている。

渋谷国立科学技術研究所
渋谷に建てられている施設。杉浦の指示で密かにプラズマエネルギーを開発しており、最終的にゴジラに破壊される。
- ゴジラによって破壊されるシーンに時間をかける必要があったため、横長のデザインとなった。同シーンの撮影では、カメラを3台設置し、3回に分けて撮影することで9カット使えるようにしている。

リニアモーターカー
原子力撤廃に伴う省エネルギー化の推奨により導入された交通機関。1990年代には全国に路線を広げており、東京-大阪間を1時間半で走行する。
- 車両はフルCGで描写され、秋葉原の実景に合成している。

## キャスト
- 辻森桐子[出典 34]：田中美里
- 工藤元[出典 35]：谷原章介[注釈 13]
- 新倉誠[出典 36]：勝村政信
- 美馬和男[出典 37]：池内万作
- 早坂淳[99][25]：鈴木博之
- 細野精一[出典 38]：山口馬木也
- 奥村知治[出典 39]：山下徹大
- 宮川卓也[出典 40]：永島敏行
- 自衛隊隊員[2][102]（自衛隊隊長[103]）：坂田雅彦
- 近所のおばさん[2][102]（ゴミ捨て場のおばさん[104]）：しのへけい子
- 記者A[2][102]（首相官邸前の記者[105]）：若林久弥
- 特G対受付[出典 41][注釈 14]：加藤茂雄
- アナウンサー[2][102]：井田伸一
- マスコミ記者[2][102]：松田秀彦
- ジャンクショップ子供[2][102]：馬場俊行、秋葉譲、鈴木隼人
- 渋谷の若者[2][102]：TOMO
- 渋谷の若者[2][102]（渋谷でメガヌロンに襲われる女性[108]）：梛野素子
- 特殊部隊[2][102]：山口正義[注釈 15]、柄沢功、広沢俊[注釈 16]
- 研究員[2][102]：玉寄兼一郎、叶雅貴、森崎えいじ
- 自衛隊員[2][102]：高槻祐士、澤浩男
- ナレーション[99][110]：屋良有作
- ニュースの声[99]：花輪英司
- 山口剛[出典 42]：中村嘉葎雄
- 早坂薫[出典 43]：かとうかずこ
- 水道局の職員[99][112]：極楽とんぼ[注釈 17]
- 政府関係者[99][25]：上田耕一
- 海自幹部[出典 44]：黒部進
- 『おはスタ』の司会者[2][11]（本人[114]）：山寺宏一
- 『おはスタ』の司会者[出典 45]、ディメンション・タイドのシステム音声[115]：鴻口可南
- S1の職員[出典 46]：松風雅也
- アナウンサー[99]（渋谷のHCSアナウンサー[117]）：村上順子
- アナウンサー[99][118]：吉澤一彦
- 杉浦基彦[出典 47]：伊武雅刀
- 吉沢佳乃[出典 48]：星由里子

### ノンクレジット
- 政府関係者[88]・避難するホームレスの男（2役）：柏原寛司
- 小学校の先生[88][121]：手塚昌明[注釈 18]
- お台場の避難民[122]：笠井信輔
- 海上自衛隊幹部[88]：三村渉

## スタッフ
- 製作：富山省吾
- 脚本：柏原寛司、三村渉
- 撮影：岸本正広
- 美術：瀬下幸治
- 録音：斉藤禎一
- 照明：斉藤薫
- 編集：普嶋信一
- キャスティング：田中忠雄
- 助監督：宮村敏正
- 製作担当者：金澤清美
- 音楽：大島ミチル
- ゴジラテーマ曲：伊福部昭
- 音楽プロデューサー：北原京子
- 音楽ミキサー：三浦克浩
- 音楽エディター：浅梨なおこ
- サウンドトラック盤：ビクターエンタテインメント
- 音響効果：佐々木英世
- 特殊技術
  - 撮影：江口憲一
  - 特美：高橋勲
  - 照明：川辺隆之
  - 造形：若狭新一
  - 特効：渡辺忠昭、久米攻
  - 操演：鳴海聡
  - 助監督：菊地雄一
  - 製作担当者：川田尚広
  - デザインワーク：西川伸司
  - ゴジラ[99][123]：喜多川務
  - メガギラス[99][124]：渡邊実
- 視覚効果
  - VFXスーパーバイザー：岸本義幸、大屋哲男、泉谷修
  - プロデュース：小川利弘
- 脚本協力：藤田伸三、山田政史、清水瞳
- 特殊技術：鈴木健二
- 監督：手塚昌明

## 製作
製作の富山省吾は、シリーズを再開した前作『ゴジラ2000 ミレニアム』の時点で1作品ごとに内容をリセットして世界観を変えることを決めていたといい、シリアスなゴジラの恐怖を描いた前作に対し、本作品では映画の自由さや楽しさを重視した空想科学をテーマとした。
監督は本作品がデビューとなる手塚昌明が務めた。富山は、手塚を起用した理由について東宝映画の中で一番可能性を感じられる人物であったからと述べている。手塚は、監督を引き受ける条件として「女性を主人公とすること」と「超兵器を出すこと」、「肉弾戦をやりたい」と「最後まで戦いたい」を挙げたという。特殊技術は前作に引き続き鈴木健二が担当。鈴木は、楽しいゴジラ映画を志向し、漫画的な演出を大胆に取り入れ、怖いだけでないゴジラのキャラクター性を出すことを心がけたと述べている。また、前作のダークなイメージとの差別化から、ゴジラの出現シーンは冒頭の回想以外すべて昼間となっている。また、シリアス一辺倒であった前作に対し、楽しいエキスを上手く入れられればいいと思い、楽しくみられる映画にしたいというのを基本に、全編チャンピオンまつりの作品のように、遊びの部分を劇中にうまく取り込みたかったという。脚本も前作に引き続き柏原寛司と三村渉が手掛けた。
手塚は、本作品を『ゴジラ×メガギラス』の名を借りた人間ドラマであると述べている。手塚は、通常、ラスト30分間は人間側が見ているだけの存在になってしまうため、クライマックスは最後まで戦うというものにしたかったといい、怪獣に超兵器で肉薄するというシークエンスが薄れてきていると思ったことから、超兵器を出せば、人間と怪獣が最後まで戦えるという考えもあったという。メインタイトルもゴジラの咆哮ではなく、桐子の砲撃のあとに出るかたちとした。
手塚は、検討稿の段階では桐子がゴジラの背に乗るシーンについてモスラやガメラを連想させるものであり、リアル志向のためやりたくないと考えていたが、放射能防護機能を兼ね備えた服装に設定し、自ら絵コンテを手掛けて合成も工夫するなどし、田中やスタッフの尽力もありやってよかったと述懐している。
富山は、渋谷を水没させたことについて、同じく渋谷での破壊描写を行った『ガメラ3 邪神覚醒』への対抗意識があったことも認めつつ、映像的な面白さを第一に考えた結果であると述べている。柏原や三村は、渋谷が谷になっていたため選ばれたと証言している。当初の脚本では、水没した渋谷が無法地帯になっており、メガヌロンに食べられるアベックはボートで窃盗を働いていた際に襲われるという想定であったが、撮影が大変になるため不採用となった。
フルCGで描写された泳ぐゴジラやメガニューラの大群など、3DCGやデジタル合成が多用されている。制作にはデジタルプロダクションが10社以上参加し、合成カット数は548カットに及んだ。
モニター画面の映像には、「LIVE FROM GRIFFON」など発信元の情報が明記されている。手塚は、『ゴジラvsモスラ』からモニター映像を手掛けていたが、どこの映像か説明がつかないことを気に留めていた。
パラレルワールドを舞台としているため、架空の建造物が多く登場するのも特徴である。鈴木は、大胆な発想で建物をどんどん増やしていったといい、現地を知らない人に実在すると錯覚してもらえれば面白いと語っている。手塚は、後年のインタビューで大阪を首都にする設定には反対であったと語っている。
本作品では、自衛隊は撮影に協力していない。

### 配役
主演には東宝「シンデレラ」オーディション出身の田中美里を起用。富山は、シンデレラオーディションの時からゴジラでアクションをやってもらいたいと思っていたと語っている。手塚は、自身も初監督であったため無名の俳優を1から育てる自身はなかったといい、東宝で既に名のあるちゃんとした芝居のできる人物を要望したところ、富山から田中を推薦されたと述懐している。田中は幼少期から水が恐いため泳ぐことができなかったが、本作品の撮影のために特訓し克服するに至った。
工藤役の谷原章介について、富山は谷原が出演した映画『極道戦国志 不動』（1996年）を観て魅力を感じていたといい、本作品での起用となった。
宮川役の永島敏行は、手塚からの要望により起用された。手塚は、永島を日本で一番制服が似合う俳優だと評しており、永島が出演した映画『ガメラ2 レギオン襲来』と被るのを覚悟の上であったと述べている。
吉沢役には東宝特撮の常連であった星由里子を起用。富山は、吉沢をGグラスパーの母親的存在として考えたときに、星の名が挙がったという。手塚は、自身が星と仕事をしたいという意向もあったと述べている。
生物学者の山口剛は、脚本では40歳と設定されていたが、手塚は昔の怪獣映画のような老科学者の方が説得力が出ると考え、その雰囲気を表現できる俳優として中村嘉葎雄が起用された。
特G対受付役の加藤茂雄は、昭和の東宝特撮の常連俳優であり、『ゴジラ』（1984年版）以来のゴジラシリーズへの出演であった。加藤は役柄について手塚に尋ねたところ、「番人です」と告げられたという。

### 撮影
本編班は、2000年6月3日にクランクインした。クランクアップは8月12日。
撮影には、遠隔操作で回転や上下左右といった動きも可能な特殊カメラが使用された。
水没する渋谷の描写は、実際に水を張ったセットと実景にCGを合成したものが併用された。水際の街並のセットはグリーンバックで処理することも検討されたが、条件に見合わなかったため、東宝スタジオの大プールの一角に設けられた。同セットは宮益坂をモデルとしているが、渋谷の象徴として実際には見えない109を入れている。飾り替えにより2パターン作成しており、ロケハン写真を参考にビラやスプレーによる落書きなども再現している。
メガヌロンが渋谷を襲撃するシーンでは、本編班が撮影を行った。
桐子が渋谷のプールに着水する場面では、クレーンを使用してパラシュートを落下させたが、あまりにもプールの水が汚かったため、スタッフ総出で掃除が行われた。
ゴムボートが落下するシーンは、合成用プールの中にビルの足場を用いてスロープが設けられ、10本ほどのホースで水を流して撮影された。ボートが揺れるシーンでは、スタジオ内で「オカマ」と呼ばれる半球状の台にグリーンバックを張り、その上にボートを乗せて揺らしている。
大阪・中之島のシーンは、東京・兜町で撮影された。
工藤のジャンクショップは、近隣3、4軒分までセットが制作された。電気街から外れた昔ながらの店という想定で、狭く天井も低くしている。
ディメンション・タイド実験シーンの撮影は、本栖湖付近のグラウンドで行われた。ブラックホールに吸い込まれる校舎は、素材となる写真をもとにしたフルCGで処理された。
工藤がビルの破片で負傷するシーンは、プール脇のオープンセットで撮影された。実際にコンクリートで制作した瓦礫をクレーンで吊り、本物の車を潰している。
自衛隊員の合成カットは、グリーンバックではなくブルーバックで撮影している。
お台場上空は、羽田空港の管制空域内であるため高度や時間などに制限があり、空撮は旅客機の離着陸が始まる前の早朝に行われた。撮影の江口憲一は、撮影時は陽が昇って間もないためかなり斜光になっており、セットのデイシーンとは光源がつながらない部分もあったと述べている。
7月30日には、お台場でのエキストラロケが行われた。

### 特撮
特撮班は2000年5月22日にクランクインした。クランクアップは8月17日。
冒頭の1954年に出現したゴジラの描写は、第1作『ゴジラ』を再現したものとなっている。基本的には本作品でのゴジラのスーツを用いた新規撮影だが、一部のシーンでは第1作の映像にゴジラのみ合成している。色彩は完全なモノクロではなく、モノクロに近いカラーとしている。国会議事堂のシーンには東武ワールドスクウェアの展示模型を用いており、ロケ撮影の映像にオープンセットで撮影したゴジラと炎を合成している。
鈴木は、スピーディーなバトルにしたかったといい、メリハリをつけるためにコマ落としやスローを用いて極端な緩急を演出している。そのために撮影速度をどうするか鈴木は悩んだが、ノーマルではコマ落としを行った際には画が荒れてしまうため、ハイスピードでの撮影とした。
大阪のセットでは、前作で検討されていたゴジラの足で地面が陥没する仕掛けが用いられた。このギミックでは、道路にゴムを用いている。特殊美術の高橋勲は、大坂城や通天閣のような特徴的な建物がなかったため、東京と変わらないオフィス街であったと述べている。
渋谷のミニチュアセットは、水中のものと水面上のものが別に制作された。渋谷のどこを舞台にするかは漠然としており、スタッフ内でもイメージが分かれていたため、家族連れの観客が一般的にイメージするであろう109と渋谷センター街を中心としたものとなった。SGSが渋谷駅構内へ入るという案も存在した。セットの制作には、特美助手の三池敏夫が参加していた『ガメラ3』の図面を流用している。高橋は、本来の明るい部分が水没しているため、夜のシーンで上から見てもなんだかわからなくなったと述べている。
お台場のミニチュアセットは、『ゴジラvsデストロイア』以来2度目であったが、同作品では1/50スケールで3キロメートル四方の範囲を組んでいたのに対し、本作品では1/25スケールのため狭い範囲での制作となった。高橋は、前回との縮尺感の違いを周囲に理解してもらうのに苦労したことを語っている。三池は、建物が少なくあまり凝ることができなかったと述べている。メガギラスのラストシーンなどでは、ホリゾントをグリーンバックにして背景に実景を合成している。

### 音楽
音楽は大島ミチルが担当し、シリーズで女性作曲家が登板するのは初めてである。大島は、本作品の後も手塚が監督を務めた2作品で音楽を担当した。
伊福部昭の作曲した「ゴジラのテーマ」が冒頭のニュースフィルムの場面と後半のゴジラがお台場に出現した場面で使用されている。手塚は、伊福部の音楽から離れた方がいいというファンの意見を否定するために使用したといい、大島もゴジラが伊福部音楽から離れられないことを肯定しつつ、自身もそれに負けないことを宣言していたという。
大島は、「Gグラスパー（グリフォン）」「ゴジラ」「メガギラス」の3つのテーマモチーフを設定し、それを基に約10日間で48曲の音楽を作曲した。大島は、本作品の前に手掛けた映画『長崎ぶらぶら節』が精神的に大変であったのに対し、本作品は量が多く体力勝負であったと述懐している。
最初の打ち合わせでは、大島は土着性のある大陸的なイメージが似合うと考えロシア風のシンフォニーとすることを考えていたが、手塚から大島が手掛けたテレビドラマ『ショムニ』のBGMをスタッフで聞いていることを告げられ、同作品のような元気でわかりやすい音楽に改めた。ただし、大島は当初のイメージも捨てられず、隠し味として随所に散りばめている。
ゴジラのテーマは、手塚の要望により「大きさと怖さ」を表現するため、テンポを上げず重低音をで構成している。チューバ、コントラバス、パーカッションはダビングして音を厚くしており、特にチューバは奏者の提案により通常出ない譜面よりもオクターブ下の音域も用いている。
メガギラスのテーマは、共通の要素も持たせつつ、形態ごとに表現を変えている。卵では不気味さを表現し、メガギラスではバトルシーンを意図してアップテンポとしている。メガニューラでは、弦楽器を鳴き声の効果音のように用いることで、ヒッチコック映画のような雰囲気を出している。
Gグラスパーのテーマは、手塚は『サンダーバード』を、大島は『スタートレック』をイメージし、ヒロイックで明快な音楽としている。
後年のインタビューで大島は、本作品のダビング作業にはあまり参加しなかったが、劇場で完成作品を観ると音楽が効果音に押されて聞こえなくなっていたといい、次に参加した『ゴジラ×メカゴジラ』ではダビング作業にすべて参加し、作曲においても効果音との兼ね合いを意識したと述べている。

## 映像ソフト
いずれも東宝ビデオより発売。
- VHSは2001年12月に発売[146]。レンタルは2001年7月より開始[146]。
- DVDは2001年8月21日にジュエルケース版が発売[147]。オーディオコメンタリーは、手塚昌明、鈴木健二、田中美里によるものと、大島ミチル、北原京子によるものの2種類を収録している[147]。
  - トールケース版DVDは2002年11月21日発売。
  - 2005年4月22日発売の「GODZILLA FINAL BOX」に収録されている[148]。
  - 2014年5月14日には「ゴジラ60周年記念版」として期間限定の廉価版が発売[149]。
  - 2016年6月15日に東宝DVD名作セレクションにて発売[150]。
- Blu-ray Discは2010年3月19日発売。
  - 2014年6月18日には「ゴジラ60周年記念版」として期間限定の廉価版が発売[151]。

## 関連グッズ
どこでもゴジラ
入場者プレゼントとして配布された、さまざまなポージングをしたゴジラのキーホルダーフィギュア。
Vサイン、考える、サッカー、野球の計4種類。

## 関連作品
『ゴジラ×メカゴジラ』（2002年）
監督の手塚昌明、脚本の三村渉、音楽の大島ミチルら本作品の主要スタッフが多く参加。企画段階では、本作品の続編とする案もあり、完成作品でも本作品との類似点がみられる。
田中、谷原、永島らも本作品と同じ役名でカメオ出演しており、田中の衣装は「キリコちゃん」に準じている。